# Jan Pawlik (lekarz)
Jan Pawlik (ur. 4 października 1930 w Wojkowicach, zm. 7 czerwca 2012 w Sanoku) – lekarz, specjalista chirurg, dyrektor szpitala, działacz społeczny, samorządowiec, radny miasta Sanoka.

## Życiorys

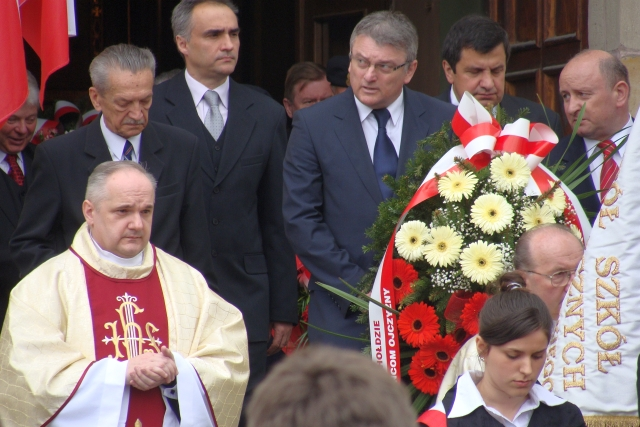
Jan Pawlik (pierwszy z lewej u góry) w Sanoku (2010)

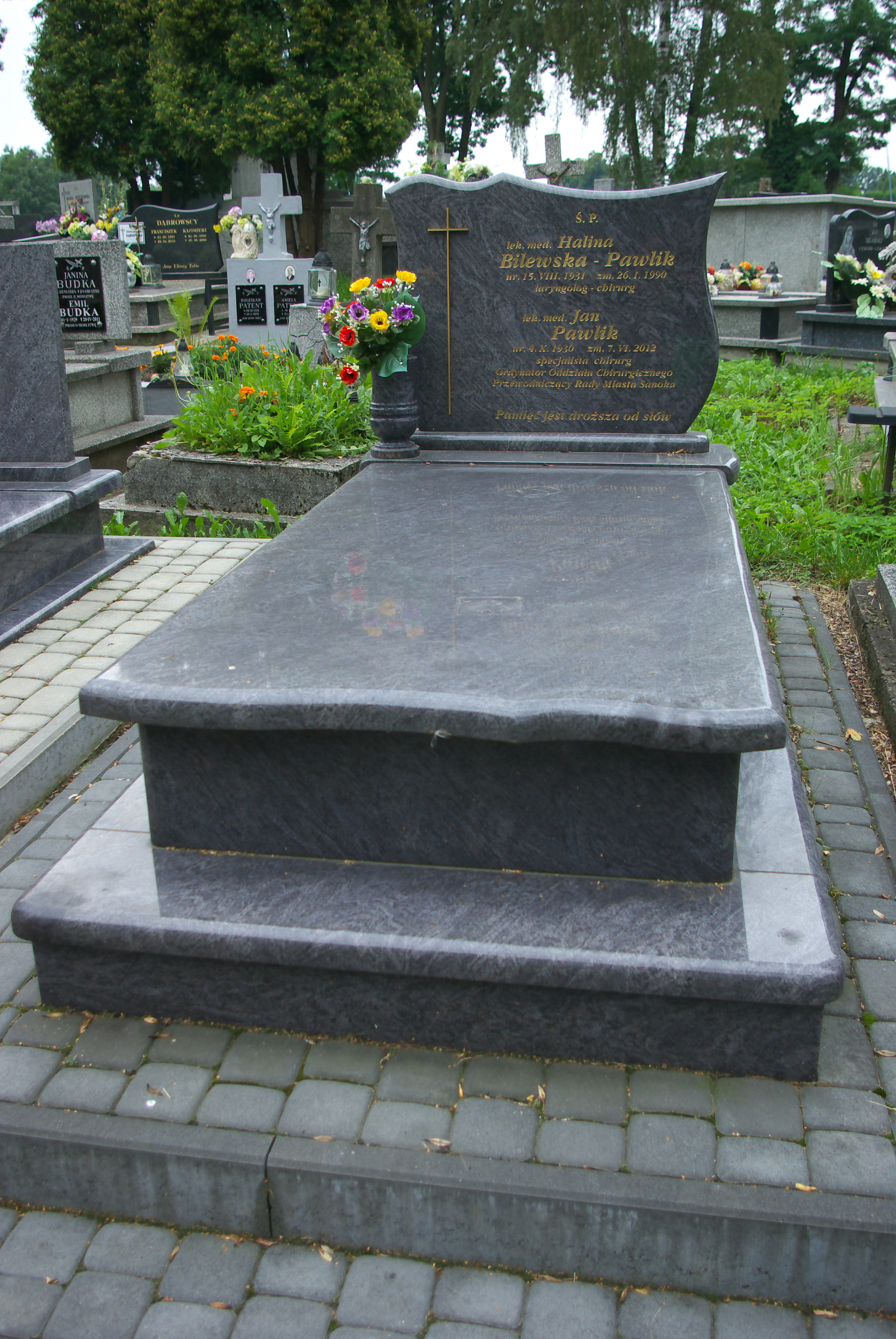
Nagrobek Haliny i Jana Pawlików

Urodził się w Wojkowicach. Uczęszczał do gimnazjum w Będzinie. W czasie nauki należał do harcerstwa. Później mieszkał w Bytomiu, gdzie ukończył liceum ogólnokształcące. Ukończył studia medyczne na Śląskiej Akademii Medycznej w Katowicach. Pracował w służbie publicznej od 1968. Po studiach przeniósł się do Przemyśla, gdzie w szpitalu wojewódzkim początkowo pracował jako stażysta, a następnie jako lekarz. Uzyskał I i II stopień specjalizacji zawodowej. Był specjalistą chirurgiem, a ponadto uzyskał specjalizacje z zakresu medycyny społecznej oraz organizacji ochrony zdrowia.
Do Sanoka przeprowadził się z Przemyśla w 1974 i od tego roku pełnił rolę ordynatora oddziału chirurgicznego Szpitala Specjalistycznego w Sanoku aż do początku 1996, gdy przeszedł na emeryturę (od tego czasu pozostawał jeszcze lekarzem w poradni sanockiego ZOZ). W latach 1978–1990 sprawował funkcję dyrektora szpitala (Zespołu Opieki Zdrowotnej) w Sanoku.
Był działaczem PZPR. Pełnił mandat radnego Przemyśla. Jako przedstawiciel ZOZ Sanok i członek Komitetu Miejskiego PZPR w Sanoku był wybierany zastępcą członka Komitetu Wojewódzkiego PZPR w Krośnie: w dniach 17–18 czerwca 1981, 27 stycznia 1984. W wyborach parlamentarnych w 1989 bez powodzenia kandydował na posła sejmu kontraktowego w okręgu Krosno (przegrał walkę o mandat nr 201 z puli PZPR ze Marią Czenczek w drugiej turze głosowania, ulegając różnicą 1329 głosów). Sprawował mandat radnego Rady Miasta Sanoka. Był wybierany w wyborach: 1994), 1998, 2002 (każdorazowo z listy Sojuszu Lewicy Demokratycznej) i 2006 z listy Komitetu Wyborczego Wyborców Wojciecha Blecharczyka – Dla Sanoka). W tym czasie trzykrotnie pełnił funkcję przewodniczącego rady miasta (od grudnia 1998 do 2002, od 2004 do 2006 oraz od października 2008 do listopada 2010).
Działał społecznie, w tym na rzecz kultury i oświaty. Był jednym z pomysłodawców powstania wyższej uczelni w Sanoku, a po utworzeniu Państwowej Wyższej Szkoły Zawodowej im. Jana Grodka w Sanoku pełnił funkcję przewodniczącego jej Konwentu w latach 2004–2006 oraz działał na rzecz rozwoju PWSZ, w tym nawiązaniu kontaktów z uczelniami zagranicznymi. Był inicjatorem podpisania umowy partnerskiej między Sanokiem i Gyöngyös (Węgry) i Drohobyczem (Ukraina) oraz dorocznych Dni Przyjaźni Polsko-Węgierskiej (zapoczątkowane do 2006). Był pomysłodawcą i mecenasem publikacji pt. Obywatele Honorowi Królewskiego Wolnego Miasta Sanoka z 2002 autorstwa historyka Edwarda Zająca. Był członkiem Oddziału Polskiego Towarzystwa Numizmatycznego im. Rudolfa Mękickiego w Sanoku.
Zmarł 7 czerwca 2012 w wieku 82 lat. 9 czerwca 2012 został pochowany na Cmentarzu Centralnym w Sanoku. Jego żoną była pochodząca z Rzeszowa Halina z domu Bilewska (1931–1990), lekarz laryngolog i chirurg, która w 1973 zasłynęła w całej Polsce po przeprowadzeniu pionierskiej operacji przyszycia nogi pacjenta po wypadku. Mieli dwie córki: Jadwigę (także lekarz chirurg, po mężu Wrótniak) i Małgorzatę (statystyk medyczny, po mężu Czopek).

## Odznaczenia, ordery i wyróżnienia
- Krzyż Komandorski Orderu Odrodzenia Polski (29 czerwca 2011, postanowieniem Prezydent RP Bronisława Komorowskiego za wybitne zasługi w działalności na rzecz społeczności lokalnej, za osiągnięcia w pracy samorządowej)[37][38]
- Krzyż Oficerski Orderu Odrodzenia Polski (2002)[39][40]
- Krzyż Kawalerski Orderu Odrodzenia Polski
- Odznaka „Zasłużony dla Województwa Krośnieńskiego” (1988)[41]
- Medal Uczelni PWSZ w Sanoku[42]
- Nagroda Wojewódzkiej Rady Narodowej w Krośnie (1989)[43]
- Nagroda „Serce na Dłoni” przyznana przez burmistrza Sanoka, Wojciecha Blecharczyka (2007)[44].
- „Jubileuszowy Adres” (1984)[45]
- Złota Odznaka Polskiego Towarzystwa Numizmatycznego (1999)[46][47]
- Tytuł członka honorowego Polskiego Towarzystwa Lekarskiego[48]
- Tytuł zasłużonego członka honorowego Związku Kombatantów RP i Byłych Więźniów Politycznych (2000)[49]